# 짐 볼리스
짐 볼리스(Jim Boles, 1914년 2월 28일 ~ 1977년 5월 26일)는 미국의 배우이다.
러벅에서 태어났으며 셔먼오크스에서 사망하였다.

## 영화
- 재뉴어리 (1975년)
- 애플 덤플링 갱 (1975년)
- 닥터 데스: 시커 오브 소울 (1973년)
- 창공의 에이스 엘리 (1973년)
- 샌프란시스코 수사반 (1972년)
- 제6지대 (1970년)
- 위드 식스 유 겟 애그롤 (1968년)
- 0011 나폴레옹 솔로 - 가라데 킬러 (1967년)
- 겟 스마트 (1965년)
- 첩보원 0011 (1964년)
- 보난자 (1959년)
- 페리 메이슨 (1957년)
- 딜론 보안관 (1955년)
- 샤이안 (1955년)